# Kanton Chelles
Kanton Chelles (fr. Canton de Chelles) je francouzský kanton v departementu Seine-et-Marne v regionu Île-de-France. Tvoří ho pouze město Chelles.